# Escrocii dorm în pace
Escrocii dorm în pace este un film japonez din 1960, regizat de Akira Kurosawa.